# 多田野村
多田野村（ただのむら）は福島県安積郡にかつて存在した村である。現在の郡山市逢瀬町多田野地区。

## 地理
- 現在の郡山市の西部に位置する。

## 歴史

### 村域の変遷
- 1889年（明治22年）4月1日 - 町村制施行により、多田野村が単独で村制施行し安積郡 多田野村が発足。
- 1955年（昭和30年）4月23日 - 多田野村は河内村と合併し逢瀬村が発足。多田野村は消滅。

変遷表
| 1868年 以前 | 1868年 以前 | 明治9年        | 明治12年 | 明治22年 4月1日 | 昭和30年 4月23日 | 昭和40年 5月1日 | 現在   |
| ----------- | ----------- | -------------- | -------- | --------------- | ---------------- | --------------- | ------ |
|             | 多田野村    | 山野辺村の一部 | 多田野村 | 多田野村        | 逢瀬村           | 郡山市          | 郡山市 |

## 人口・世帯

### 人口
総数 [単位： 人]
| 1889年（明治22年） | 1,580 |
| 1920年（大正 9年） | 2,379 |
| 1947年（昭和22年） | 4,913 |

### 世帯
総数 [単位： 世帯]
| 1920年（大正 9年） | 420 |
| 1947年（昭和22年） | 792 |